# دون أسمونجا
دون أسمونجا (بالإنجليزية: Don Asmonga)‏ مواليد 15 فبراير 1928 - الوفاة 13 يناير 2014، كان لاعب كرة سلة أمريكي. بدأ مسيرته الاحترافية في سنة 1953. حمل الرقم 17. بلغ طوله 6 قدم 2 بوصة (1.9 م). اعتزل اللعب في 1954. لعب مع بالتيمور باليتس في الرابطة الوطنية لكرة السلة.

## روابط خارجية
- دون أسمونجا على موقع إن بي أي (الإنجليزية)
- دون أسمونجا على موقع سبورتس رفرنس (الإنجليزية)
- دون أسمونجا على موقع ريلجم (الإنجليزية)
- دون أسمونجا على موقع بروبوليرز (الإنجليزية)